# Witalizm (styl muzyczny)
Witalizm (barbaryzm, prymitywizm) - styl w muzyce zainicjowany na początku XX wieku; sięga do pierwotnych instynktów człowieka. Często inspirowany jest folklorem, obrzędami pogańskimi; główną rolę odgrywa w utworach rytmika.
Utwory w stylistyce witalizmu pisali:
- Igor Strawinski
- Béla Bartók
- Siergiej Prokofjew

Witalizm pojawił się w ich twórczości przelotnie.
Przykłady dzieł, wykorzystujących stylistykę witalizmu:
- S. Prokofjew, Ała i Łollij
- S. Prokofjew, kantata „Aleksander Newski” op.78
- S. Prokofjew, Suita scytyjska op.20
- B. Bartók, Cudowny Mandaryn
- B. Bartók, Allegro Barbaro
- B. Bartók, Muzyka na instrumenty strunowe, perkusję i czelestę
- I. Strawinski, Święto wiosny